# محوطه عسگر باغی
محوطه عسگر باغی مربوط به سده‌های میانه دوران‌های تاریخی پس از اسلام است و در شهرستان ماهنشان، بخش مرکزی، دهستان قزل گچیلو، غرب روستای امیرآباد واقع شده و این اثر در تاریخ ۲۷ بهمن ۱۳۸۷ با شمارهٔ ثبت ۲۴۶۱۴ به‌عنوان یکی از آثار ملی ایران به ثبت رسیده است.